# 허핑식
허핑식은 대한민국의 음악 그룹이다. 2013년 싱글 《Fix You》로 데뷔했다.

## 음반
- Fix You (2013)
- 입장차이 (2014)
- You Are The Champion (2014)
- Worthless Tears (2014)
- 봄 다음 겨울 (2015)
- 미쓰와이프 OST (2015)
- 여자를 울려 OST Part.6 (2015)
- 여자를 울려 OST (2015)
- 알 수 없는 아티스트 (2016)
- S.E.T.I (2016)